# China Taipéi en los Juegos Olímpicos de Seúl 1988
China Taipéi (Taiwán) estuvo representada en los Juegos Olímpicos de Seúl 1988 por un total de 61 deportistas, 43 hombres y 18 mujeres, que compitieron en 13 deportes.
El portador de la bandera en la ceremonia de apertura fue el atleta Lee Fu-An. El equipo olímpico no obtuvo ninguna medalla en estos Juegos.